# Martijn Beekman

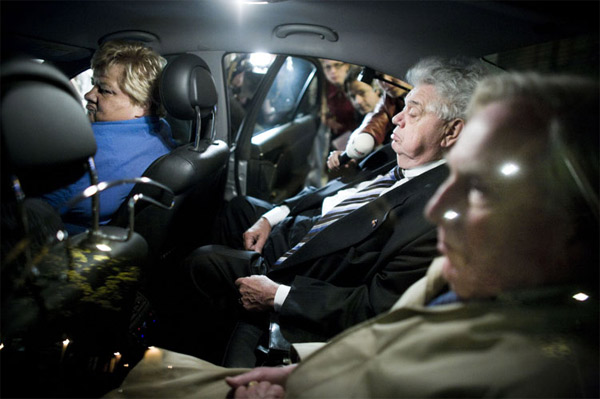
De winnende foto van de Zilveren Camera 2007, op de foto v.l.n.r. Erica Terpstra, Henk Vonhoff en Frits Korthals Altes.

Martijn Beekman (Bennebroek, 16 januari 1970) is een Nederlandse fotograaf. Beekman heeft zich gespecialiseerd in het fotograferen van de Nederlandse politiek.
Tijdens zijn opleiding aan de Kunstacademie in Den Haag liep hij stages bij Het Parool (1994) en de Volkskrant (1995). Beekman begon zijn eerste fotowerk bij Sporting Foto. Sinds 1995 werkt hij als freelancefotograaf voor de Volkskrant, maar hij fotografeert ook voor De Groene Amsterdammer en Intermediair.

## Prijzen
Op 20 januari 2008 kreeg Beekman de Zilveren Camera 2007 voor de Nieuwsfoto van het Jaar. Het betreft een foto, die hij op 26 september 2007 maakte van drie VVD-ereleden - Erica Terpstra, Henk Vonhoff en Frits Korthals Altes - nadat zij een (mislukt) overleg hadden gepleegd met Rita Verdonk, die kort daarvoor uit de VVD-fractie in de Tweede Kamer was gezet en weigerde haar Kamerzetel op te geven.
In 1996 won hij ook al de Zilveren Camera, toen voor zijn serie foto's over het aftreden van staatssecretaris Robin Linschoten.